# Unitranche-Finanzierung
Eine Unitranche-Finanzierung (oder kurz Unitranche) ist im Finanzwesen ein Finanzierungsinstrument, das eine Mischung aus Fremd- und Mezzanine-Finanzierung darstellt.

## Allgemeines
Der Begriff „Unitranche“ ergibt sich aus der Kombination einer Fremd- und einer Mezzanine-Finanzierung in „einer Tranche“. Sie kombiniert die Vorteile beider Finanzierungsinstrumente und wird in der Unternehmensfinanzierung vorzugsweise von kleinen und mittleren Unternehmen eingesetzt.

## Inhalt
Neben dieser Kombination ist von Bedeutung, dass Unitranchen nicht von Kreditinstituten, sondern von alternativen Kreditgebern wie Private-Equity-Gesellschaften oder Credit Funds zur Verfügung gestellt werden. Dadurch kann eine Mischkalkulation vorgenommen werden, die günstiger ist als die reine Mezzanine-Finanzierung, aber teurer ist als die Fremdfinanzierung. Ferner ist zu berücksichtigen, dass bereits die Mezzanine-Finanzierung eine Mischform aus Eigen- und Fremdfinanzierung darstellt.
Die Unitranche-Finanzierung wird in einem einzigen Kreditvertrag vereinbart, der im Regelfall zwei Fazilitäten beinhaltet, den revolvierenden Kredit (englisch Revolving Credit Facility) und die Unitranche-Fazilität. Dabei kann die Pari-passu-Klausel zur Anwendung kommen, wenn der Kreditgeber einziger Vertragspartner des Kreditnehmers ist oder es gibt mehrere Kreditgeber, so dass ein Konsortialkredit vereinbart werden kann (dann: Vereinbarung der Konsorten untereinander im Intercreditor-Agreement). Im letzteren Falle liegt eine strukturierte Finanzierung vor. Allgemein ist folgende Rangfolge zu klären:
| Finanzierungsinstrument                                                                                | Rangordnung in der Insolvenz des Kreditnehmers  |
| --- | ----------------------------------------------- |
| Vorrangiges Darlehen englisch senior debt                                                              | Vorrang vor allen anderen Passiva               |
| Zweitrangiges Darlehen englisch second lien debt                                                       | im Range nach dem vorrangigen Darlehen          |
| Junk Bonds englisch high yield bond debt                                                               | im Range nach dem zweitrangigen Darlehen        |
| Mezzanine-Kapital englisch mezzanine debt                                                              | im Range nach den Junk Bonds                    |
| Unitranche-Finanzierung englisch unitranche financing nachrangiges Darlehen englisch subordinated loan | letztrangige Finanzierung mit Unternehmerrisiko |

Im Hinblick auf das Finanzrisiko des Kreditgebers stehen die Unitranche-Finanzierung und das nachrangige Darlehen jeweils an letzter Rangstelle und weisen ein mit dem Eigenkapital vergleichbares Insolvenzrisiko auf.

## Wirtschaftliche Aspekte
Die Wahrscheinlichkeit für beide letztrangigen Finanzinstrumente, eine Rückzahlung aus der Insolvenzmasse zu erhalten, tendiert gegen null. Es ist deshalb von Bedeutung, dass die Kreditgeber im Kreditvertrag durch Covenants eine strenge Überwachung der Bonität des Kreditnehmers vornehmen und dadurch das hohe Insolvenzrisiko der Unitranche-Finanzierung minimieren. Kreditzinsen für den Kreditteil der Unitranche-Finanzierung (englisch first-out) sind im Regelfall niedriger als für den Mezzanine-Teil (englisch last-out). Im Rahmen der Verbriefung kommen Unitranchen auch als Schuldverschreibung vor.
Die Unitranche-Finanzierung ist als Kreditsubstitut einzustufen, weil sie einen klassischen Bankkredit ersetzt. Dies wiederum bedeutet, dass Unitranchen von Nichtbanken angeboten werden, so dass Disintermediation vorliegt. Deshalb werden aus regulatorischen Gründen Unitranche-Finanzierungen in Deutschland meist als Schuldverschreibung ausgegeben.
Wirtschaftskanzleien belegen, dass Unitranche-Finanzierungen in Europa an Zuspruch gewinnen. Insbesondere bei Akquisitionsfinanzierungen und Buyout-Transaktionen erfreuen sich Unitranche-Finanzierungen aufgrund der höheren möglichen Verschuldungsgrade (englisch leverage) großer Beliebtheit. Auch bei Refinanzierungen und Rekapitalisierungen wächst die Bedeutung von Unitranche-Finanzierungen. Die Zahl der Finanzierungen ist allein im Jahr 2014 fast um das Dreifache gegenüber 2013 gestiegen. Insgesamt 111 Unitranche-Transaktionen im Jahr 2015 (Zuwachs von 61 Prozent in Europa) bestätigen den Erfolgstrend Unitranche-Finanzierungen im Unternehmen. Nicht nur das Transaktionsvolumen und die Anzahl der Transaktionen, sondern auch die deutliche Zunahme der Kreditfonds, die Unitranche-Finanzierungen anbieten, sind ein Indiz für die wachsende Akzeptanz dieses Finanzierungsinstruments. Aktuell bieten mindestens 65 Kreditfonds in Europa Unitranche-Finanzierungen an.
Die Gründe für den Erfolg der Unitranche entstanden überwiegend durch die selektive Kreditvergabe der Banken in Europa aufgrund der erhöhten Eigenkapitalanforderungen im Rahmen von Basel III sowie die Lücke von alternativen Finanzierungsformen für die Unternehmen.